# Ytterby distrikt
Ytterby distrikt är ett distrikt i Kungälvs kommun och Västra Götalands län. 
Distriktet ligger sydväst om Kungälv. 

## Tidigare administrativ tillhörighet
Distriktet inrättades 2016 och utgörs av socknen Ytterby i Kungälvs kommun.
Området motsvarar den omfattning Ytterby församling hade vid årsskiftet 1999/2000.